# Magali Ben
 (juin 2024).
Magali Ben est une illustratrice de livres pour enfants, née le 3 novembre 1980 à Toulouse.

## Biographie
Magali Ben est une illustratrice autodidacte. Son travail graphique est très inspiré par l'univers de la forêt et de la nature. Elle réside en Région Occitanie,.

## Publications
Magali Ben a illustré une dizaine d'ouvrages,,
- Un petit bonheur tout rond, Marie-Célie Agnant, Bouton d'Or Acadie, 2019
- Les princesses de Bactriane, (kamishibaï) éd. Kamishibaï, conçu pour le service culturel du musée du Louvre, 2018
- Le trésor de la grotte aux fées, Michèle Simonsen, Rouge Safran, 2018
- Dédé le dodo, Sophie Pujas, Alice, 2017
- Le tandem volant (roman), Michèle Simonsen, Rouge safran, 2017
- Ma louve et moi, Béatrice Serre, Pas de l'échelle, 2017 (album jeunesse).
- Ils sont..., Michel Thériault, Bouton d'Or Acadie, 2016
- La mystérieuse boutique de Monsieur Bottom, Caroline Hurtut, Bouton d'or Acadie, 2015
- Noé au fil de l'eau, Isabelle Jouve-Gaudin, le Croît vif, 2015
- L'étrange boutique de Monsieur Bottom, Caroline Hurtut, éd. Bouton d'Or Acadie, 2014
- Le commerce des mille et une lettres, Marie Guille, Bilboquet, 2013
- Les fées en chiffres et en couleurs, Francine Grimard, A Tout Cœur, 2013